# Blastobasis maderensis
Blastobasis maderensis é uma espécie de mariposa do gênero Blastobasis pertencente à família Coleophoridae.